# 渡辺直樹 (ミュージシャン)
渡辺 直樹（わたなべ なおき、1956年10月13日 - ）は、日本の作曲家・編曲家・ベーシスト。

## 人物
神奈川県生まれ。兄はザ・ワイルドワンズの渡辺茂樹、妹は歌手の南翔子。15歳で伊丹幸雄のバックバンド「フレンズ」（後に改名してロックンロールサーカス）に参加しプロ活動を開始。結成当時のメンバーは、他に渡辺茂樹（バンドマスター、キーボード）、西村コウジ（ギター）、遠藤セイイチ（オルガン）、辻野リューベン（ドラム）、新田一郎（トランペット）などがいた。その後藤丸バンド、ミュージック・メイツ・プレイヤーズ等を経て、1979年、新田一郎等と共にスペクトラム結成。「あがき」などの楽曲で超人的なベースプレイを披露する。1981年スペクトラム解散後、スタジオ・ミュージシャンとして活動しながら、1982年に芳野藤丸等と共にAB'S結成。1985年AB'S脱退。1987年には1stソロアルバム「SHE」・2ndソロアルバム「STAR CHILD」をメルダックからリリース。現在スタジオ・ミュージシャンでの活動に加え自ら「Solo Bass-Club」を主宰。2003年に再結成したAB'Sでライブ活動を行う。織田哲郎、宇徳敬子、WANDS、やしきたかじん、河内淳一等のレコーディングに参加。

## ソロアルバム
- SHE（1987年） meldac
- STAR CHILD（1987年） meldac
- Solo Bass-Club I ETERNITY）（2002年） NAOKI企画
- Sleep Less（2015年）タワーレコード限定発売

## ソロシングルCD
- 莉亜-Reia- / SHE（1987年） meldac
- 風に吹かれて / STAR CHILD（1988年） meldac

## ソロEP
- STAR CHILD / SUSPICION（1987年） meldac

## レコーディング参加作品
- 宇浦冴香
  - 「果実」
  - 「絶不調」
  - 「フィクション天国」
- 上田知華 + KARYOBIN
  - 「SONG」
- 宇徳敬子
  - 「光と影のロマン」
  - 「I can feel 〜世界でいちばん君が光ってる〜」
- 甲斐バンド
  - 「ラヴ・マイナス・ゼロ」
- 上木彩矢
  - 「YOU & ME」
  - 「夢の中にまで」
  - 「もう帰らない」
  - 「叶わないなら 〜winter lovers〜」
- 嘉門達夫
  - 「天賦の才能」
- 河内淳一
  - アルバム「One Heart」
- 小松未歩
  - 「BEAUTIFUL LIFE」
  - 「As」
  - 「sickness」
- 西城秀樹
  - 「TWILIGHT MADE …HIDEKI」
  - 「MAD DOG」
- ZARD
  - 「探しに行こうよ」（2007 version）
- 高橋克典
  - 「HACK」
- TWINZER
  - 「HEARTLAND」
- DIMENSION
  - アルバム「Second Dimension」
- 葉山たけし
  - 「LIAR」
- 前田亘輝
  - 「君だけのTomorrow」
- 松本孝弘
  - 「Air Port」
- 松本梨香
  - 「ライバル!」
- やしきたかじん
  - アルバム「PROCESS」
- リュ・シウォン
  - 「桜」
- WANDS
  - 「Secret Night 〜It's My Treat〜」
  - 「WORST CRIME〜About a rock star who was a swindler〜/Blind To My Heart」
  - アルバム「PIECE OF MY SOUL」
- 「TOWER OF LOVE」
  - 東京タワー竣工33年目を記念したイメージアルバム。BGV（バックグランドビデオ）

## ベース教則本
- 「ソロ・ベースのしらべ」シリーズ（リットーミュージック）
  - 「ソロ・ベースのしらべ」（CD付楽譜）（1997年）
  - 「癒しのポップス・バラード篇」（CD付楽譜）（2003年）
  - 「ソロ・ベースのしらべ（CD付楽譜）新装版」（2007年）
  - 「珠玉のスタンダード曲集〈初級篇〉」（CD付楽譜）（2007年）